# 卡普喬魯瓦區
卡普喬魯瓦區是非洲中部國家烏干達的一個區，由東部區負責管轄，首府是卡普喬魯瓦，海拔高度1,800米，距離姆巴萊約65公里，主要的經濟產業有自給農業和畜牧業。2014年普查人口為104,580。
2005年，布克瓦區自本區析出。2010年，奎恩區自本區析出。

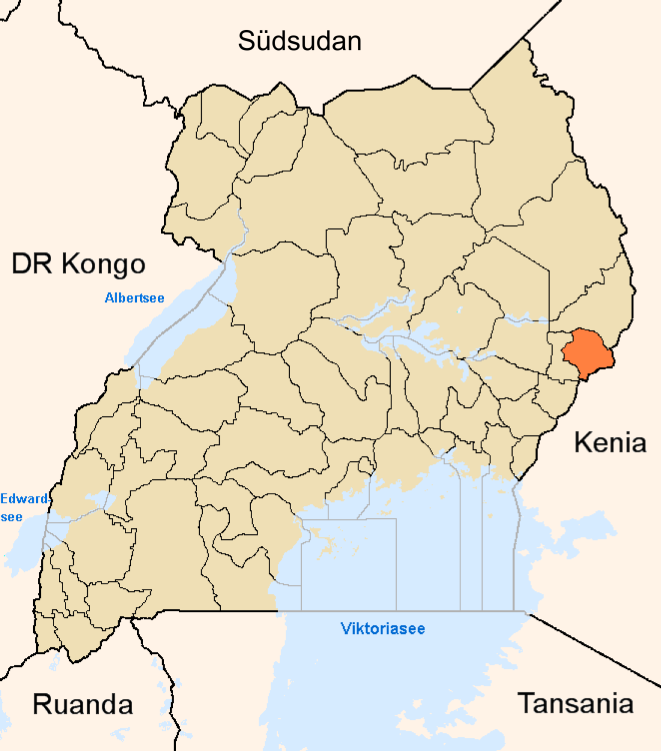
2005年以前的行政區劃

## 外部連結
- Kapchorwa District Homepage
- Kapchorwa District Profile at Ugandatravelguide.com（页面存档备份，存于）
- Cattle Rustling In The Great Lakes Region by Saul Chemonges Kasumbein[永久]